# Albert Hermelink
Albert Hermelink S.C.I. (Barger-Compascuum, 5 augustus 1898 - Jakarta, 25 februari 1983) was een Nederlands, en later Indonesisch, geestelijke en een bisschop van de Rooms-Katholieke Kerk, werkzaam in Indonesië.
Albert Hermelink werd geboren op de 5 augustus 1898 in Barger-Compascuum als de zoon van de postbode Herman Hermelink en zijn vrouw Anna Helena Scholte.
Hermelink trad in bij de priestercongregatie van het Heilig Hart van Jezus. Zijn priesterwijding vond plaats op 19 juli 1925; direct daarna werd hij als missionaris uitgezonden naar Nederlands-Indië.
Op 27 juni 1952 werd Hermelink benoemd tot apostolisch prefect van Tandjung-Karang. Nadat de prefectuur Tandjung-Karang was omgezet in een bisdom, werd hij op 19 juli 1961 benoemd tot eerste bisschop; inmiddels had hij de Indonesische nationaliteit aangenomen. Zijn bisschopswijding vond plaats op 29 oktober 1961.
Hermelink nam deel aan het Tweede Vaticaans Concilie. Op 18 april 1979 ging hij met emeritaat. 
- International Standard Name Identifier: 0000 0003 9606 1205
- Nederlandse Thesaurus van Auteursnamen: 338254501
- Virtual International Authority File: 290954538
- WorldCat: E39PBJjdb8RXFTYq96ggDxCvpP